# 眉墨
眉墨（まゆずみ、黛）は、化粧品の一種。眉の形を美しく見せるために、眉を書き足すための化粧品。また、その化粧法そのものを指す。アイブロウ（英: eyebrow、英語発音: [ˈaɪbraʊ]）とも呼ばれる。

## 概要
眉は目元のみならず顔全体の印象を決定付ける重要なパーツである。そのため眉を美しく見せることは化粧の中でも重要度が高い。
市販されている眉墨の色は黒、茶色、グレーがほとんどである。眉と頭髪の色は合っているのが望ましいとされ、茶髪が一般的となってからはかなり明るい茶色の眉墨（眉マスカラ）も売られるようになり、髪に合わせて眉毛も脱色したりすることもある。
形を描くことだけでなく、もともと生えている眉毛の長さや形を、切ったり剃ったり抜いたりして整えることも眉の化粧の一部である。
眉を、左右対称で自分の顔立ちに合った形に整えるにはある程度の慣れを要する。美容院では髪と同じく眉毛をカットしてもらうことも出来、店によってはメイク法のアドバイスを受けることも出来る。
また、きれいな形の眉を描くためのテンプレート（定規）も市販されている。

## 日本における眉化粧の歴史
平安時代の日本の上流社会では、眉毛を抜いた上で「掃墨」という粉末状の墨で眉を描く風習があり、引眉と呼ばれた。江戸時代には、引眉の風習は既婚女性のものとなった。引眉は近代社会にはふさわしくない奇異な習慣と思われたので、明治3年（1870年）、お歯黒とともに禁止令が出、明治時代にはすたれた。
明治時代から大正時代にかけては、女性の眉はあまり手を加えず自然のままにしておくことが多く、くっきり太い眉が好まれた。1920年代、モガの間では下がり眉が流行していた。
現代になってからは眉の形状にもさまざまな流行が発生し、太い眉が流行する時代もあれば、細い眉が流行する時期もある。
1980年代の日本では太い眉が流行し、眉墨で黒々とした眉を描くことがあった。
1990年代末から2000年代前半頃には、逆に極端な細眉が流行した。（アムラーも参照）眉毛を線状に剃り残し、短く切りそろえてあとは剃ってしまったり、あるいはすべて剃り落してしまった後で、細い眉を描くことも行われた。1990年代前半に登場した眉ラインを作れるテンプレート（トニータナカの製品化など）も定着し、若い男性の間でも、眉を細く整えることが流行した。
2000年代中盤は浜崎あゆみや蛯原友里などの影響もあり眉毛を染めることが流行する。
2010年代、第二次韓流ブームの影響を受けて太眉化が進行。汎用性のある眉毛として平行眉が流行する。ただし、高齢者は表情筋の歪みから段違いになりやすく注意が必要。

### 男性
男性の間でも眉を手入れする人もいる。ただし、男性の場合、眉毛を切ったり抜いたりするに留まり、女性のように眉墨で描く加工まではしないことが多い。
日本高野連は2004年、球児らが眉毛を細く剃りすぎることを禁止する通達を出した。

## 眉墨の種類

### アイブロウペンシル
鉛筆状になったもの。本物の鉛筆と同じく、木やプラスチックに芯が入っており削って使うものと、芯がカートリッジ式になっていて繰り出して使うものがある。描いた後でぼかして自然な感じに出来るように、尻側にブラシやぼかし用チップが付いている物が多い。

### アイブロウパウダー
粉末をケーキ状に固めた形のもの。化粧品としての外見や使い方はアイシャドー（パウダータイプ）によく似ており、専用のブラシもしくはチップに取って眉の部分に乗せていく。
全体的な眉の濃さや色の調整のために用いられることが多い。

### アイブロウマスカラ
マスカラと同様の液状で、容器の構造などもほぼ同じである。ブラシで眉毛に塗って使用する。
眉の色を変えて見せられるほか、落ちにくいという利点がある。

### その他
- より落ちにくい眉を得るために、髪の染色などに用いられるヘナで眉毛を描くこともある。（アートメイクの一種）
- 画材の鉛筆が眉墨として使用されることもある。[6]